# Preußenstadion
Preußenstadion er et fodboldstadion i Münster, Nordrhein-Westfalen, Tyskland. Stadionet er hjemmebane for den tyske fodboldklub Preußen Münster.
| Fodbold | Spire Denne artikel om fodbold er en spire som bør udbygges. Du er velkommen til at hjælpe Wikipedia ved at udvide den. |

51°55′47″N 7°37′29″Ø / 51.9297°N 7.6246°Ø